# داء أورمون
داء أورمون أو تليف خلف الصفاق (بالإنجليزي: Retroperitoneal fibrosis) هو تليف الأنسجة خلف الصفاق يظهر في الحيز خلف الكلى، الأبهر، مسالك بولية ويعاني المصاب به من ألام أسفل الظهر وفشل كلوي وتخثر في الأوعية العميقة, يتم تشخيصه بواسطة ماسح CT .
سمي داء أرمون نسبة إلى جون أرمون الذي اكتشفه عام 1948